# 第16屆台北電影節
2014年台北電影節是在2014年6月27日至7月19日，於臺灣的台北市舉辦。電影大使：莫子儀、張榕容。

## 簡介

### 競賽片
該入圍名單是定在5月9日正式公布。
- 劇情長片

| 片名                 | 導演   |
| -------------------- | ------ |
| 《KANO》             | 馬志翔 |
| 《暑假作業》         | 張作驥 |
| 《回家的女人》       | 施立   |
| 《相愛的七種設計》   | 陳宏一 |
| 《迴光奏鳴曲》       | 錢翔   |
| 《冰毒》             | 趙德胤 |
| 《行動代號：孫中山》 | 易智言 |
| 《共犯》             | 張榮吉 |
| 《郊遊》             | 蔡明亮 |
| 《總舖師》           | 陳玉勳 |

- 紀錄片：

| 片名                        | 導演   |
| --------------------------- | ------ |
| 《黑》                      | 柯金源 |
| 《零下四十度的思念》        | 陳冠宇 |
| 《公民不服從》              | 陳育青 |
| 《一個女藝術家之死》        | 黃明川 |
| 《邊界移動兩百年》          | 鍾適芳 |
| 《餘生—賽德克·巴萊》        | 湯湘竹 |
| 《空襲警報》                | 柯金源 |
| 《刪海經》                  | 洪淳修 |
| 《行者》                    | 陳芯宜 |
| 《不能戳的秘密2：國家機器》 | 李惠仁 |

- 短片

| 片名                   | 導演           |
| ---------------------- | -------------- |
| 《一起去看海》         | 廖克發         |
| 《老張的新地址》       | 張榮吉         |
| 《划船》               | 王希捷         |
| 《關於存在的幾個猜想》 | 周逸民         |
| 《神算》               | 陳和榆         |
| 《自由人》             | 柯汶利         |
| 《小清新大爆炸》       | 徐漢強         |
| 《海上皇宮》           | 趙德胤         |
| 《豬》                 | 陳芯宜、尹載皓 |
| 《泳樣》               | 詹凱迪         |

- 動畫片：

| 片名           | 導演           |
| -------------- | -------------- |
| 《時光沙城》   | 黃雅幃         |
| 《夢遊動物園》 | 華文慶         |
| 《蠱》         | 黃士銘、劉恩霖 |
| 《夢見》       | 張永昌         |
| 《綠地安魂曲》 | 孫佩沛         |
| 《搖滾搖籃曲》 | 陳明和         |
| 《湖中島》     | 石昌杰         |
| 《鼻子》       | 張正杰         |
| 《Watch》      | 洪士傑         |
| 《荒城之月》   | 吳德淳         |

### 非競賽片
參展影片如下：
- 婁燁《推拿》

## 獲獎名單

### 台北電影獎
評審團

主席：陳國富（電影監製／導演）

評審：金智奭（釜山影展節目統籌）、楊采妮（演員）、姚謙（資深音樂人）、林良忠（攝影師）、陳儒修（政治大學廣電系專任教授）、陳以文（導演）、姜秀瓊（導演）、陳世杰（編劇）

- 百萬首獎：《不能戳的秘密2：國家機器》
- 最佳劇情長片：《迴光奏鳴曲》
- 最佳紀錄片：《不能戳的秘密2：國家機器》
- 最佳短片：《神算》
- 最佳動畫片：《荒城之月》
- 最佳導演獎：趙德胤《冰毒》
- 最佳編劇獎：易智言《行動代號：孫中山》
- 最佳男主角：李康生《郊遊》
- 最佳女主角：陳湘琪《迴光奏鳴曲》
- 最佳男配角獎：曹佑寧《KANO》
- 最佳女配角獎：林美秀《總舖師》
- 最佳新演員獎：余佩真《神算》
- 最佳攝影獎：姚宏易《餘生—賽德克·巴萊》
- 最佳剪輯獎：洪淳修《刪海經》
- 最佳視覺效果獎：陳明和《搖滾搖籃曲》
- 最佳美術獎：黃美清《總舖師》
- 媒體推薦獎：《冰毒》
- 觀眾票選獎：《KANO》
- 卓越貢獻獎：井迎瑞

### 國際新導演競賽
- 最佳影片：《實習男生存法則》
- 評審團特別獎：《3G風暴》、《拳面迎擊》
- 觀眾票選獎：《烽火無間》

## 外部連結
- 官方网站